# Christiane Reiff
Christiane Reiff, eigentlich Philine Reiff, (verheiratet Christiane Christiani; * 19. Februar 1952 in Berlin-Wedding) ist eine deutsche Schauspielerin.

## Leben
Ihre Schauspielausbildung machte Philine Reiff an der Max-Reinhardt-Schule in Berlin und spielte anschließend unter ihrem ursprünglichen Namen Theater in Marburg (1971–1973), Bielefeld (1973–1976), Heidelberg (1976–1977), Hamburg (1978), Basel (1979) und Berlin (1982–1988).
Bereits 1969 hatte sie ihren ersten Fernsehauftritt und seitdem diverse Gastrollen in Fernsehserien, u. a. in Gute Zeiten, schlechte Zeiten. Von 1997 bis 2007 spielte sie die Rolle der Ilse Wünsche, geb. Brahms in Hinter Gittern – Der Frauenknast. In beiden Serien stand sie gemeinsam mit ihrem Ehemann Hans Christiani vor der Kamera. Mit dem Musical Linie 1 war sie auf Welttournee.
1997 trat sie mit der selbst geschriebenen Komödie Kurz davor … in Berlin auf.

## Filmografie (Auswahl)

### Serien
- 1971–1973: Drüben bei Lehmanns (6 Folgen)
- 1988: Siebenstein
- 1987–1988: Hals über Kopf
- 1988: Löwenzahn
- 1990–1995: Moskito
- 1991: Unser Lehrer Doktor Specht
- 1992–1993, 1996, 2009: Gute Zeiten, schlechte Zeiten
- 1994: Ihre Exzellenz, die Botschafterin
- 1997–2007: Hinter Gittern – Der Frauenknast

### Gastrollen im Fernsehen (Auswahl)
- 1979: Hatschi!!
- 1989, 1997: Liebling Kreuzberg
- 1992: Tatort – Experiment, NDR
- 1993: Salto Postale
- 1995, 1996: Wolffs Revier
- 1995: Ein Bayer auf Rügen
- 1996: Alarm für Cobra 11 – Die Autobahnpolizei – Bomben bei Kilometer 92
- 1997: Frauenarzt Dr. Markus Merthin

### Kino
- 1988: Linie 1
- 1989: 10 Minuten Berlin
- 1993: Kein Pardon
- 1993: Der Kinoerzähler
- 1996: Abbuzze! Der Badesalz-Film